# Pandeli Majko
Pandeli Majko (Tirana, 15 de novembro de 1967) é um engenheiro e político albanês que serviu como primeiro-ministro da Albânia durante 2 mandatos, tendo sido o primeiro estado em funções entre 1998 e 1999 e o segundo, entre fevereiro e julho de 2002.
Posteriormente exerceu o cargo de Ministro da Defesa durante o governo de Fatos Nano até 2005.
Graduado em Engenharia pela Universidade de Tirana, é filiado ao Partido Socialista da Albânia.